# Скај Вали (Калифорнија)
Скај Вали (енгл. Sky Valley) насељено је место без административног статуса у америчкој савезној држави Калифорнија.

## Демографија
По попису из 2010. године број становника је 2.406.
| Група             | 2000.    | 2010.         |
| Белци             | 0 (0,0%) | 1.623 (67,5%) |
| Афроамериканци    | 0 (0,0%) | 35 (1,5%)     |
| Азијати           | 0 (0,0%) | 21 (0,9%)     |
| Хиспаноамериканци | 0 (0,0%) | 682 (28,3%)   |
| Укупно            | 0        | 2.406         |